# Croton semivestitus
Croton semivestitus är en törelväxtart som beskrevs av Johannes Müller Argoviensis. Croton semivestitus ingår i släktet Croton och familjen törelväxter. Inga underarter finns listade i Catalogue of Life.